# Плейнвелл (Мічиган)
Плейнвелл (англ. Plainwell) — місто (англ. city) в США, в окрузі Аллеган штату Мічиган. Населення — 3788 осіб (2020).

## Географія
Плейнвелл розташований за координатами 42°27′7″ пн. ш. 85°39′3″ зх. д. / 42.45194° пн. ш. 85.65083° зх. д. (42.452003, -85.650721).  За даними Бюро перепису населення США в 2010 році місто мало площу 5,33 км², з яких 5,11 км² — суходіл та 0,22 км² — водойми.

## Демографія
Згідно з переписом 2010 року, у місті мешкали 3804 особи в 1561 домогосподарстві у складі 966 родин. Густота населення становила 713 особи/км².  Було 1674 помешкання (314/км²).
Расовий склад населення:
| - 96,0 % — білих - 1,0 % — чорних або афроамериканців - 0,5 % — корінних американців - 0,4 % — азіатів - 0,1 % — вихідців з тихоокеанських островів |

До двох чи більше рас належало 1,5 %. Частка іспаномовних становила 2,3 % від усіх жителів.
За віковим діапазоном населення розподілялося таким чином: 23,8 % — особи молодші 18 років, 60,3 % — особи у віці 18—64 років, 15,9 % — особи у віці 65 років та старші. Медіана віку мешканця становила 38,7 року. На 100 осіб жіночої статі у місті припадало 87,8 чоловіків;  на 100 жінок у віці від 18 років та старших — 81,4 чоловіків також старших 18 років.
Середній дохід на одне домашнє господарство  становив 45 897 доларів США (медіана — 43 750), а середній дохід на одну сім'ю — 56 951 долар (медіана — 53 028). Медіана доходів становила 42 500 доларів для чоловіків та 33 594 долари для жінок. За межею бідності перебувало 18,6 % осіб, у тому числі 24,4 % дітей у віці до 18 років та 11,1 % осіб у віці 65 років та старших.
Цивільне працевлаштоване населення становило 1771 осіб. Основні галузі зайнятості: виробництво — 23,2 %, освіта, охорона здоров'я та соціальна допомога — 22,1 %, мистецтво, розваги та відпочинок — 11,8 %, роздрібна торгівля — 9,4 %.